# The Howling (EP)
The Howling EP es un EP de edición limitada de Within Temptation.

## Información
Hecho para promocionarse en Estados Unidos, este EP ha sido comercializado el 1 de mayo en HotTopic a un precio asequible de 1.99$. Se hicieron alrededor de 100 copias de este EP y se agotaron en unas pocas horas. Las canciones son todas de la versión del álbum. La única del CD que se promociona (The Heart Of Everything) es "The Howling", mientras que las otras pistas son los sencillos del anterior álbum de la banda The Silent Force. El CD viene con una pista multimedia en la que se encuentra el videoclip de versión estadounidense de What Have You Done con Keith Caputo de Life Of Agony.

## Canciones
Contiene las siguientes canciones:
1. The Howling - 5:34

2. Stand My Ground - 4:26

3. Angels - 3:59

4. Jillian - 4:46

5. Memories - 3:51

Pista multimedia:

6. What Have You Done (US video) - 3:59